# Arnaud IV de Canteloup
Pour les articles homonymes, voir de Canteloup.
Arnaud IV de Canteloup, était le neveu d'Arnaud III de Canteloup. Il lui succéda comme archevêque de Bordeaux de 1306 à 1332. Comme son oncle il était originaire de Carignan et apparenté ou allié au pape Clément V.

## Biographie
Le pape Clément V ayant fait d’Arnaud III de Canteloup, l’archevêque de Bordeaux, cardinal auprès de lui, le 15 décembre 1305, il fallut trouver un successeur pour le siège épiscopal de Bordeaux. Le choix du pape se porta sur un chanoine de Saint-André, neveu du cardinal, et qui se prénommait aussi Arnaud. Il occupa sa fonction dès janvier 1306 
et qui fut nommé archevêque de Bordeaux le 28 juin 1306, sous le nom d’Arnaud IV de Canteloup.
Cette année 1306, on put voir en la cathédrale Saint-André trois archevêques de Bordeaux, tous vivants, Bertrand de Got, Arnaud III et Arnaud IV de Canteloup.
De son vivant, il reçut de Jean XXII de nombreux mandats exécutoires.
Il se rendit en 1311 au concile de Vienne, au sujet du sort des Templiers.
D'après Jean Tarde, il a acquis en 1307, les terres de Belvès et Bigaroque en Périgord qui ont appartenu à l’archevêché de Bordeaux jusqu'en 1789. Cependant, il semble à la lecture du Cartulaire de Philiparie (1498) relatif aux droits de l'archevêque de Bordeaux dans les seigneuries de Belvès et Bigarroque, que ce soit l'archevêque de Bordeaux Bertrand de Got qui les a achetées, son neveu, Arnaud IV de Canteloup, archevêque de Bordeaux, a complété ces achats en 1307.
La maison paternelle de l’archevêque était située en face du cimetière de Saint-Michel, côté sud. Comme on peut le voir sur le plan de Bordeaux vers 1450, reconstitué par Léo Drouyn, la place Canteloup actuelle existe depuis le XVe siècle.
Il mourut le 23 mars 1332 probablement à Bordeaux après avoir occupé l'archevêché pendant vingt-sept ans et fit de la fabrique de la cathédrale son héritière. Il fonda une chapelle auprès du grand autel, entre deux piliers du déambulatoire en face l’ancienne chapelle Saint-Jacques où il fut inhumé dans une « tombe élevée », selon un témoignage d’un texte du XVe siècle, avec un gisant à son effigie, recouvert de feuilles de cuivre. Ce tombeau proprement dit a aujourd’hui disparu. Cependant en 1997, comme on le voit sur la figure, des peintures polychromes anciennes ont pu être montrées telles qu’elles recouvraient le gable surmontant le tombeau.
Au portail nord de la cathédrale, une statuaire remarquable de finesse représente sur le pilier central le pape Clément V entouré de six évêques abrités par des dais architecturés. La première statue à la gauche de Clément V serait celle de l'archevêque Arnaud IV de Canteloup.
À l'occasion de la consolidation de la flèche Saint-Michel par Paul Abadie entre 1860 et 1869, six contreforts sont bâtis, surmontés par des statues majestueuses de prélats assis sur des trônes. Parmi elles se trouvent celle d'Arnaud IV de Canteloup sculptée par le bordelais Jean Mora (1833-1899),,. Les sculptures, dont la pierre a été très dégradée par les intempéries, sont actuellement sous des coffrages de bois qui les dissimulent au regard.

## Galerie

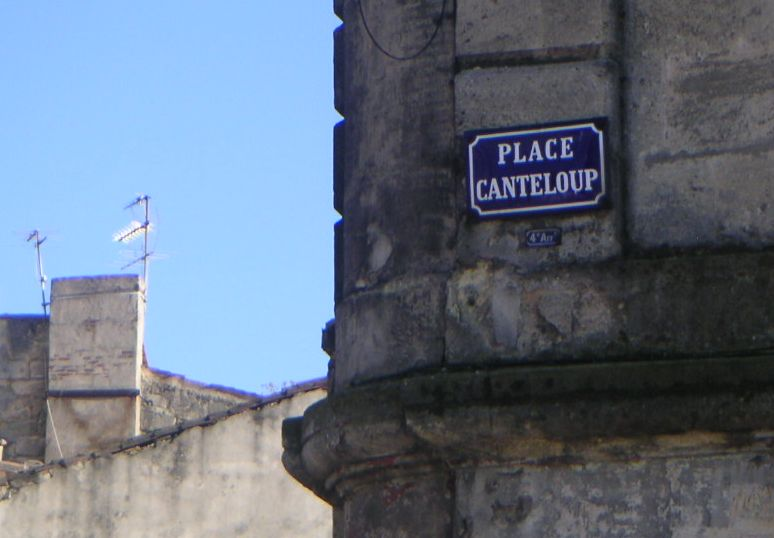
Plaque de la place Canteloup, quartier Saint-Michel
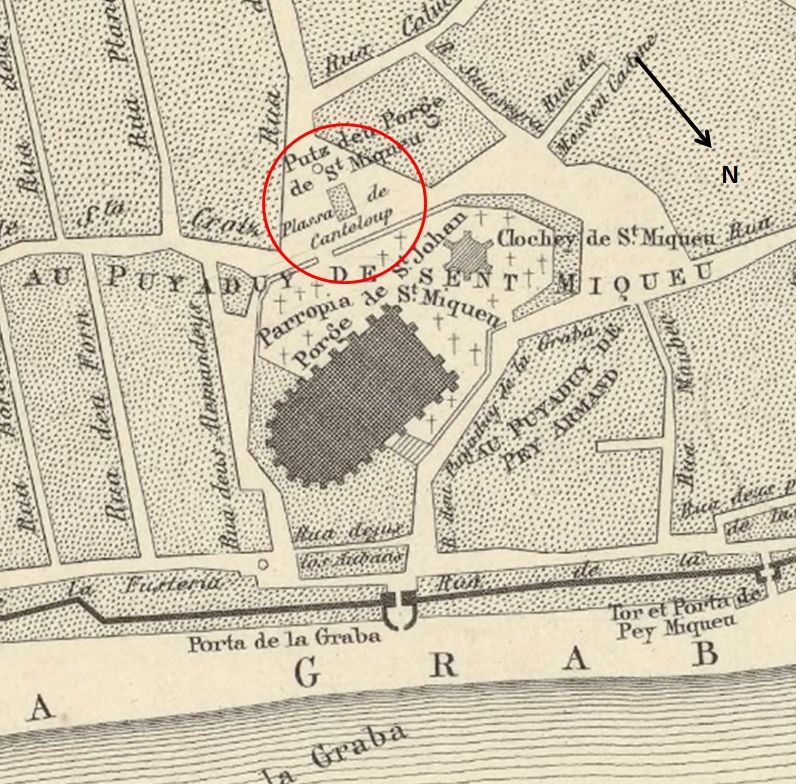
Place Canteloup vers 1450 à Bordeaux, extrait plan de Léo Drouyn (1816-1896)
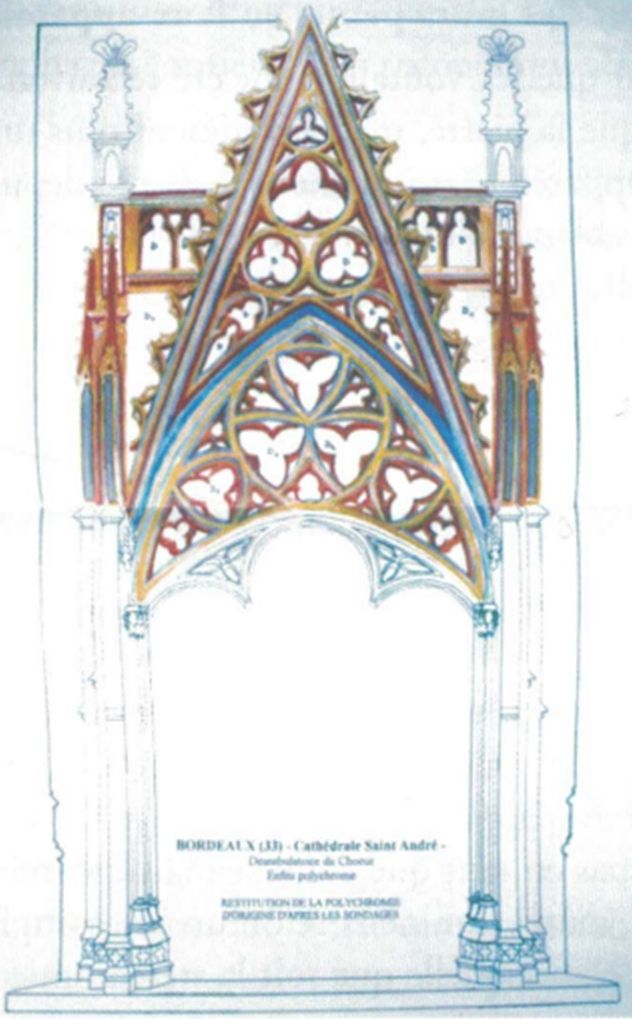
Polychromie identifiée et restituée sur le gable du tombeau d’Arnaud IV de Canteloup
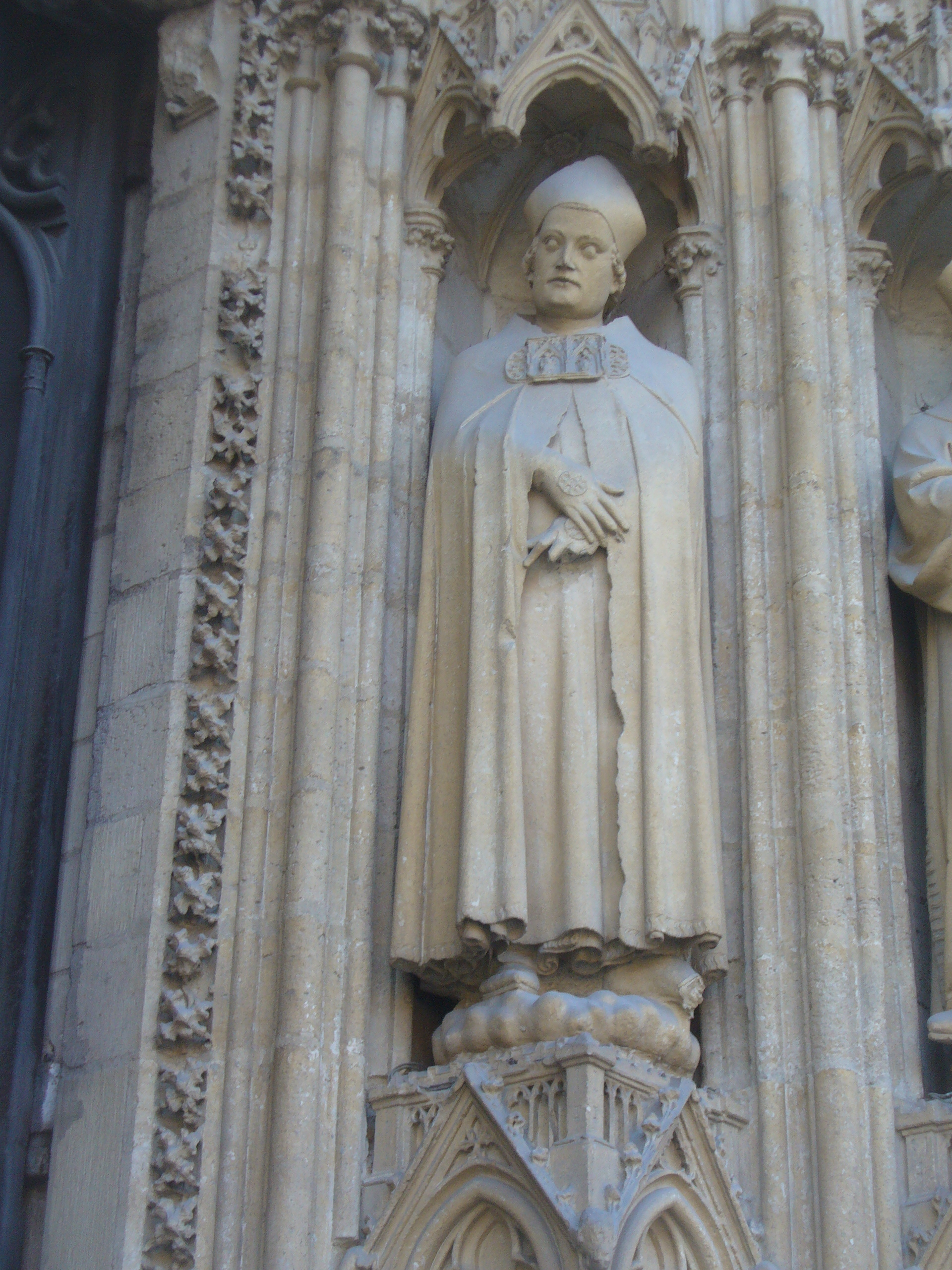
Statue d'archevêque du portail nord, attribuée à Arnaud IV de Canteloup
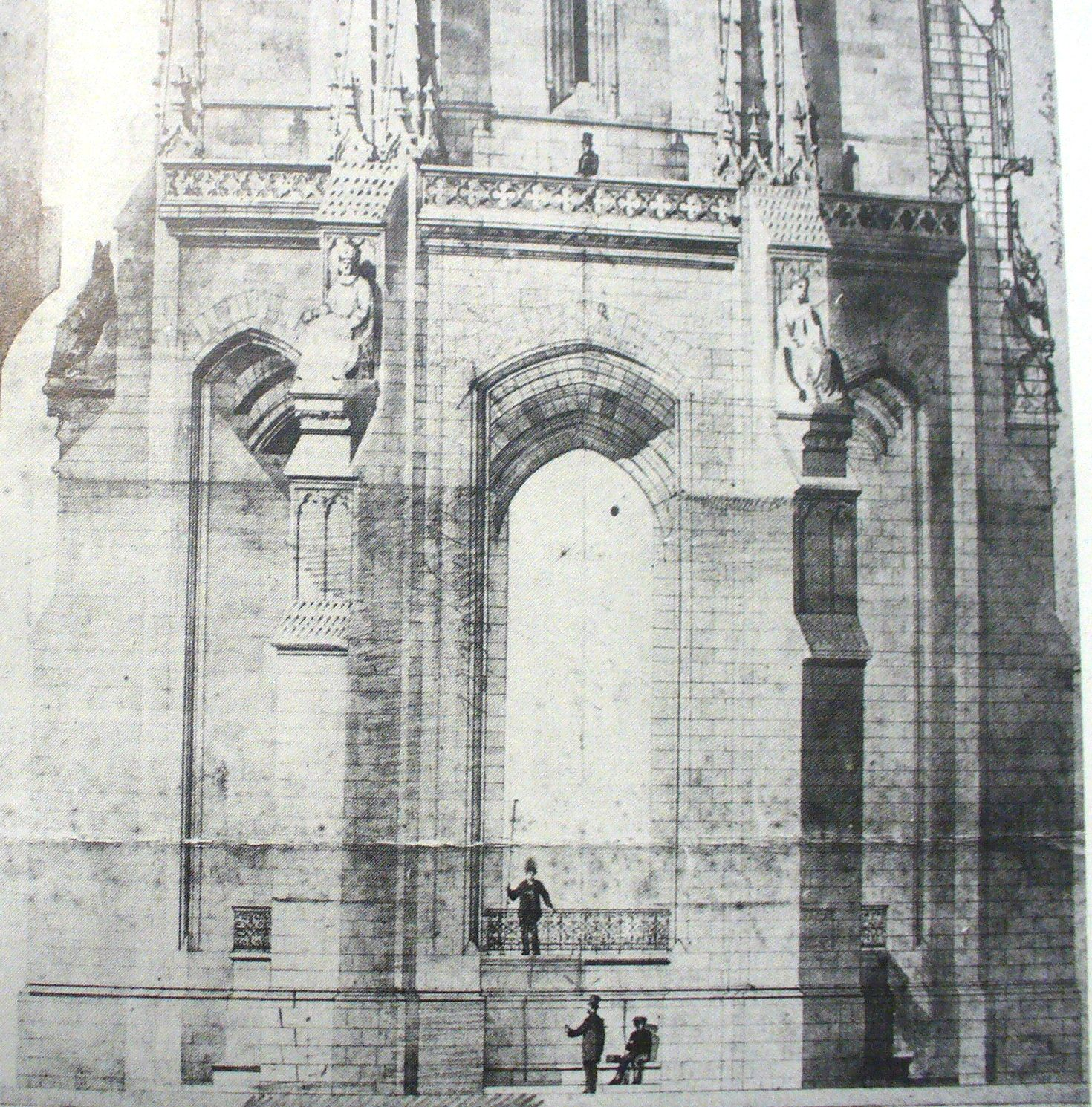
Projet de consolidation de la base de la flèche Saint-Michel ; élévation ; signé Abadie, 1863
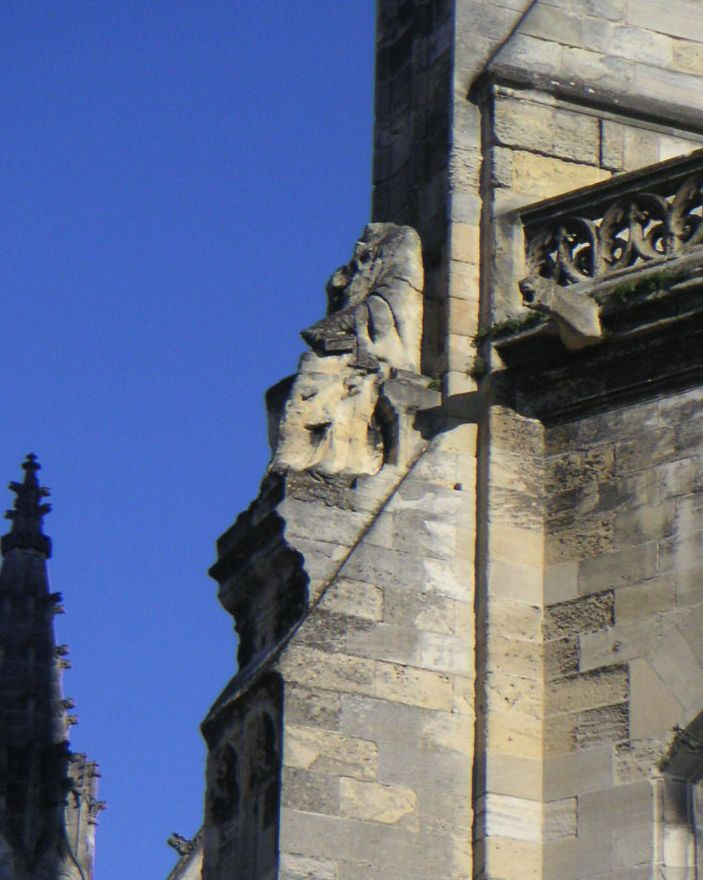
statue d'Arnaud-IV-de-Canteloup (vue de profil) sur le contrefort de la flèche Saint-Michel en 2004
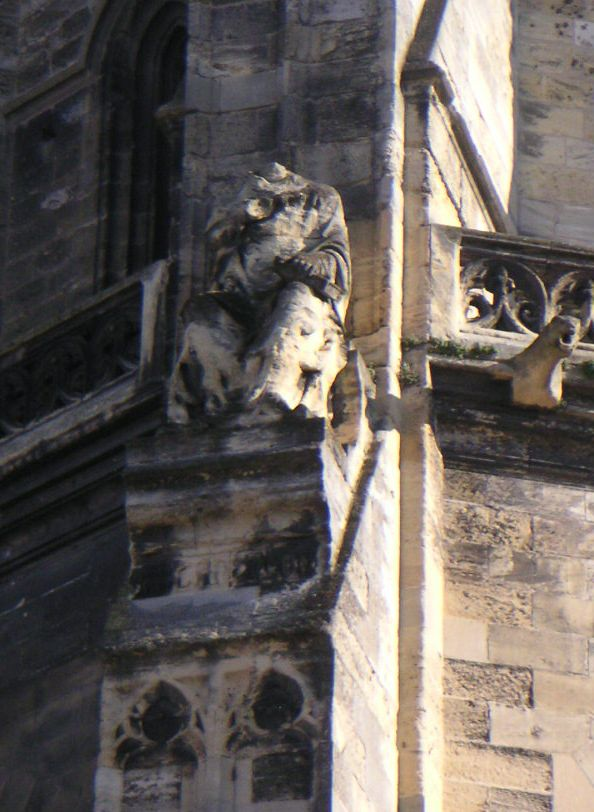
statue d'Arnaud-IV-de-Canteloup (vue de face) sur le contrefort de la flèche Saint-Michel en 2004